# 本·施维泰特
本·施维泰特（荷蘭語：Ben Schwietert，1997年2月16日—），荷兰男子游泳运动员，2016年欧洲游泳锦标赛男子4×200米自由泳接力和混合4×100米自由泳接力金牌得主、2017年世界游泳锦标赛混合4×100米自由泳接力银牌得主。